# Aegukga (Cộng hòa Dân chủ Nhân dân Triều Tiên)
Aegukka (애국가, 愛國歌, Ái quốc ca) là quốc ca của Cộng hòa Dân chủ Nhân dân Triều Tiên.

## Lời bài hát
Trước khi thành lập CHDCND Triều Tiên, miền Bắc và miền Nam đều sử dụng một bài quốc ca. Năm 1947, CHDCND Triều Tiên viết lại lời và nhạc cho bài này. Tác giả phần lời của bài hát là Pak Seyŏng (박세영; 朴世永; Phác Thế Vĩnh; 1902-1989) còn phần nhạc do Kim Wŏn'gyun (김원균; 金元均; Kim Nguyên Quân; 1917-2002) sáng tác.
Vào tháng Hai năm 2024, Kim Jong-un tuyên bố rằng việc thống nhất Triều Tiên trong hòa bình đã không còn khả thi, lời bài hát cũng được sửa đổi một phần, với câu "ba nghìn dặm" (삼천리, 三千里) đề cập đến bán đảo Triều Tiên đã được thay thế bằng câu "thế giới này" (이 세상, 이 世上).

### 2024-nay
|        | Chosŏn'gŭl | Chosŏn'gŭl và hancha | Chuyển tự La Tinh McCune-Reischauer | Dịch nghĩa |
| ------ | --- | --- | --- | --- |
| Đoạn 1 | 아침은 빛나라 이 강산 은금에 자원도 가득한 이 세상 아름다운 내 조국 반만년 오랜 력사에 찬란한 문화로 자라난 슬기론 인민의 이 영광 몸과 맘 다 바쳐 이 조선 길이 받드세 | 아침은 빛나라 이 江山 銀金에 資源도 가득한 이 世上 아름다운 내 祖國 半萬年 오랜 歷史에 燦爛한 文化로 자라난 슬기론 人民의 이 榮光 몸과 맘 다 바쳐 이 朝鮮 길이 받드세 | Ach'imŭn pinnara i kangsan Ŭn'kŭme chawŏndo kadŭkhan Yi sesang arŭmdaun nae chokuk Panmannyŏn oraen ryŏksaë Ch'allanhan munhwaro charanan Sŭlkiron inminŭi i yŏngkwang Momkwa mam ta pach'yŏ i Chosŏn Kiri pattŭse | Hãy nhìn ánh nắng ban mai chiếu khắp miền đất xinh đẹp giàu có Tổ quốc giang sơn, thế giới này, như tranh vẽ, năm nghìn năm lịch sử dài lâu Nền văn hóa dân tộc huy hoàng, xán lạn nuôi dưỡng nhân dân vinh quang trưởng thành chúng ta hãy anh dũng bảo vệ Tổ quốc, cống hiến toàn bộ sức lực Cống hiến toàn bộ sức lực".                      |
| Đoạn 2 | 백두산 기상을 다 안고 근로의 정신은 깃들어 진리로 뭉쳐진 억센 뜻 온 세계 앞서 나가리 솟는 힘 노도도 내밀어 인민의 뜻으로 선 나라 한없이 부강하는 이 조선 길이 빛내세  | 白頭山 氣像을 다 안고 勤勞의 精神은 깃들어 眞理로 뭉쳐진 억센 뜻 온 世界 앞서 나가리 솟는 힘 怒濤도 내밀어 人民의 뜻으로 선 나라 限없이 富强하는 이 朝鮮 길이 빛내세  | Paektusan kisangŭl ta anko Kŭlloŭi chŏngsinŭn kittŭrŏ Chilliro mungch'yŏjin ŏksen ttŭt On sekye apsŏ nakari Sonnŭn him nototo naemirŏ Inminŭi ttŭsŭro sŏn nara Hanŏpsi pukanghanŭn i Chosŏn Kiri pinnaese          | Học tập khí phách anh hùng của núi Bạch Đầu phát huy tinh thần cần cù dũng cảm, vì chân lý chúng ta đoàn kết đấu tranh, qua gió mưa ý chí kiên cường Dựng xây đất nước theo ý nguyện của nhân dân, sức mạnh vô biên như sóng biển tung trào mong đất nước mãi mãi xán lạn chói ngời, mãi mãi phồn vinh hưng thịnh Mãi mãi phồn vinh hưng thịnh. |

### 1947-2024
|        | Chosŏn'gŭl | Chosŏn'gŭl và hancha | Chuyển tự La Tinh McCune-Reischauer | Dịch nghĩa |
| ------ | --- | --- | --- | --- |
| Đoạn 1 | 아침은 빛나라 이 강산 은금에 자원도 가득한 삼천리 아름다운 내 조국 반만년 오랜 력사에 찬란한 문화로 자라난 슬기론 인민의 이 영광 몸과 맘 다 바쳐 이 조선 길이 받드세 | 아침은 빛나라 이 江山 銀金에 資源도 가득한 三千里 아름다운 내 祖國 半萬年 오랜 歷史에 燦爛한 文化로 자라난 슬기론 人民의 이 榮光 몸과 맘 다 바쳐 이 朝鮮 길이 받드세 | Ach'imŭn pinnara i kangsan Ŭn'kŭme chawŏndo kadŭkhan Samch'ŏlli arŭmdaun nae chokuk Panmannyŏn oraen ryŏksaë Ch'allanhan munhwaro charanan Sŭlkiron inminŭi i yŏngkwang Momkwa mam ta pach'yŏ i Chosŏn Kiri pattŭse | Hãy nhìn ánh nắng ban mai chiếu khắp miền đất xinh đẹp giàu có Tổ quốc giang sơn ba nghìn dặm, như tranh vẽ, năm nghìn năm lịch sử dài lâu Nền văn hóa dân tộc huy hoàng, xán lạn nuôi dưỡng nhân dân vinh quang trưởng thành chúng ta hãy anh dũng bảo vệ Tổ quốc, cống hiến toàn bộ sức lực Cống hiến toàn bộ sức lực".                       |
| Đoạn 2 | 백두산 기상을 다 안고 근로의 정신은 깃들어 진리로 뭉쳐진 억센 뜻 온 세계 앞서 나가리 솟는 힘 노도도 내밀어 인민의 뜻으로 선 나라 한없이 부강하는 이 조선 길이 빛내세 | 白頭山 氣像을 다 안고 勤勞의 精神은 깃들어 眞理로 뭉쳐진 억센 뜻 온 世界 앞서 나가리 솟는 힘 怒濤도 내밀어 人民의 뜻으로 선 나라 限없이 富强하는 이 朝鮮 길이 빛내세 | Paektusan kisangŭl ta anko Kŭlloŭi chŏngsinŭn kittŭrŏ Chilliro mungch'yŏjin ŏksen ttŭt On sekye apsŏ nakari Sonnŭn him nototo naemirŏ Inminŭi ttŭsŭro sŏn nara Hanŏpsi pukanghanŭn i Chosŏn Kiri pinnaese           | Học tập khí phách anh hùng của núi Bạch Đầu phát huy tinh thần cần cù dũng cảm, vì chân lý chúng ta đoàn kết đấu tranh, qua gió mưa ý chí kiên cường Dựng xây đất nước theo ý nguyện của nhân dân, sức mạnh vô biên như sóng biển tung trào mong đất nước mãi mãi xán lạn chói ngời, mãi mãi phồn vinh hưng thịnh Mãi mãi phồn vinh hưng thịnh. |